# Panavia Tornado
Panavia Tornado är en familj av tvåmotoriga stridsflygplan som utvecklades gemensamt av Storbritannien, Västtyskland och Italien. Planet finns i tre primära varianter: 
- Tornado IDS, attackplan.
- Tornado ADV, jaktplan.
- Tornado ECR, elektronisk krigföring och bekämpning av luftvärnssystem.

Tornado IDS användes för första gången under Kuwaitkriget 1991. Tornado IDS användes av Royal Air Force, Italiens och Saudiarabiens flygvapen mot Irak. Sju Tornado sköts ner varav hälften av besättningsmedlemmarna stupade och de andra visades upp i irakisk tv som krigsfångar.
Tornado ADV ersatte RAF:s Lightning F.6 och Phantom FGR.2 som primärt jaktflygplan och skyddade Saudiarabiens oljefält i Operation Desert Shield 1990-91. Under nittiotalet bevakade Tornado ADV de av FN:s säkerhetsråds instiftade flygförbudszonerna över Bosnien-Hercegovina och Irak, längs den 33:e breddgraden.
14 tyska Tornado ECR deltog i NATOS flygbombningar av Serbien under Kosovokriget 1999. De bekämpade det serbiska robotförsvaret med antiradarrobotar. Detta var första gången sedan andra världskriget som Tysklands flygvapen deltog i aktiv strid.

## Galleri

Luftwaffe Tornado
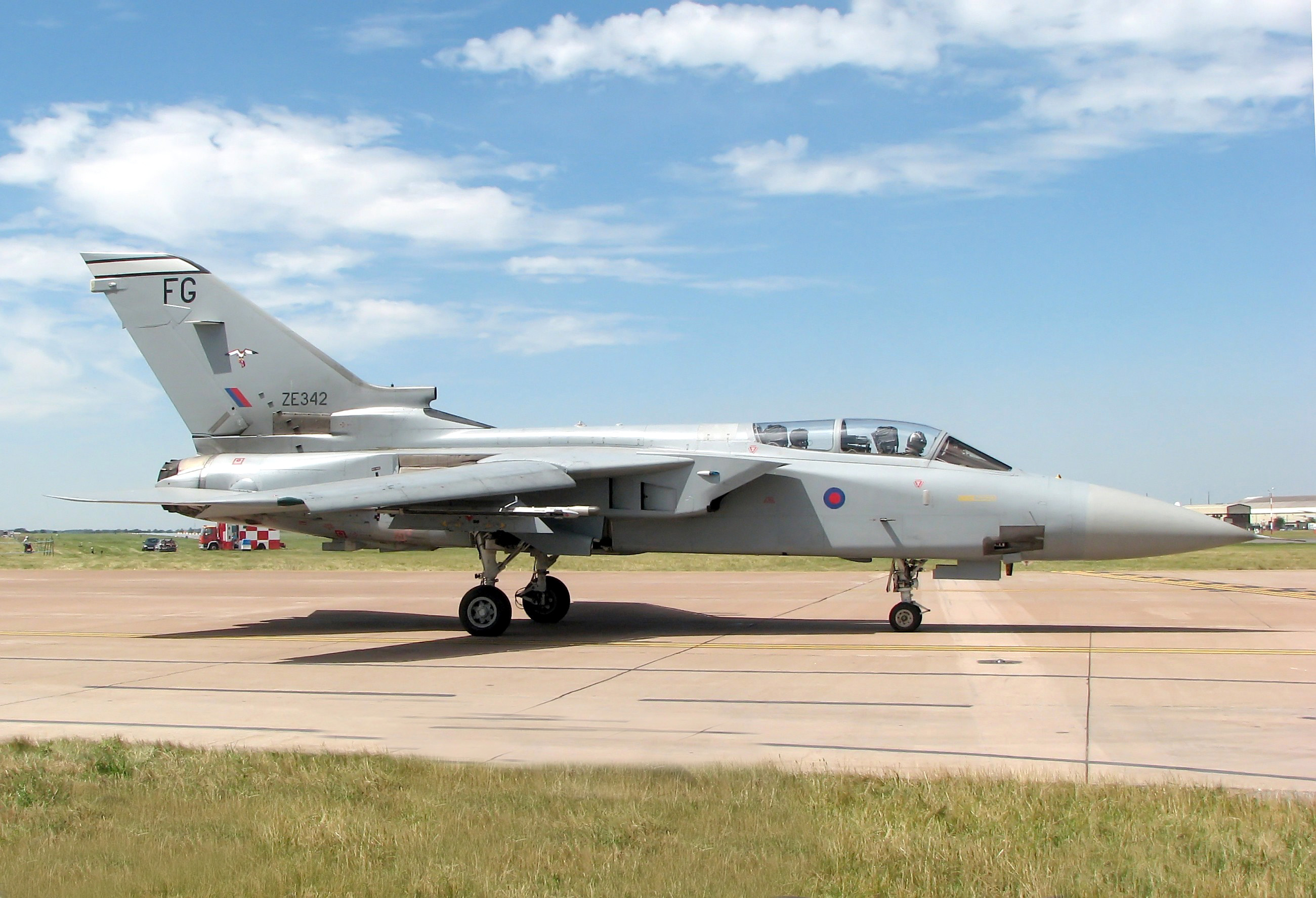
RAF Tornado F3
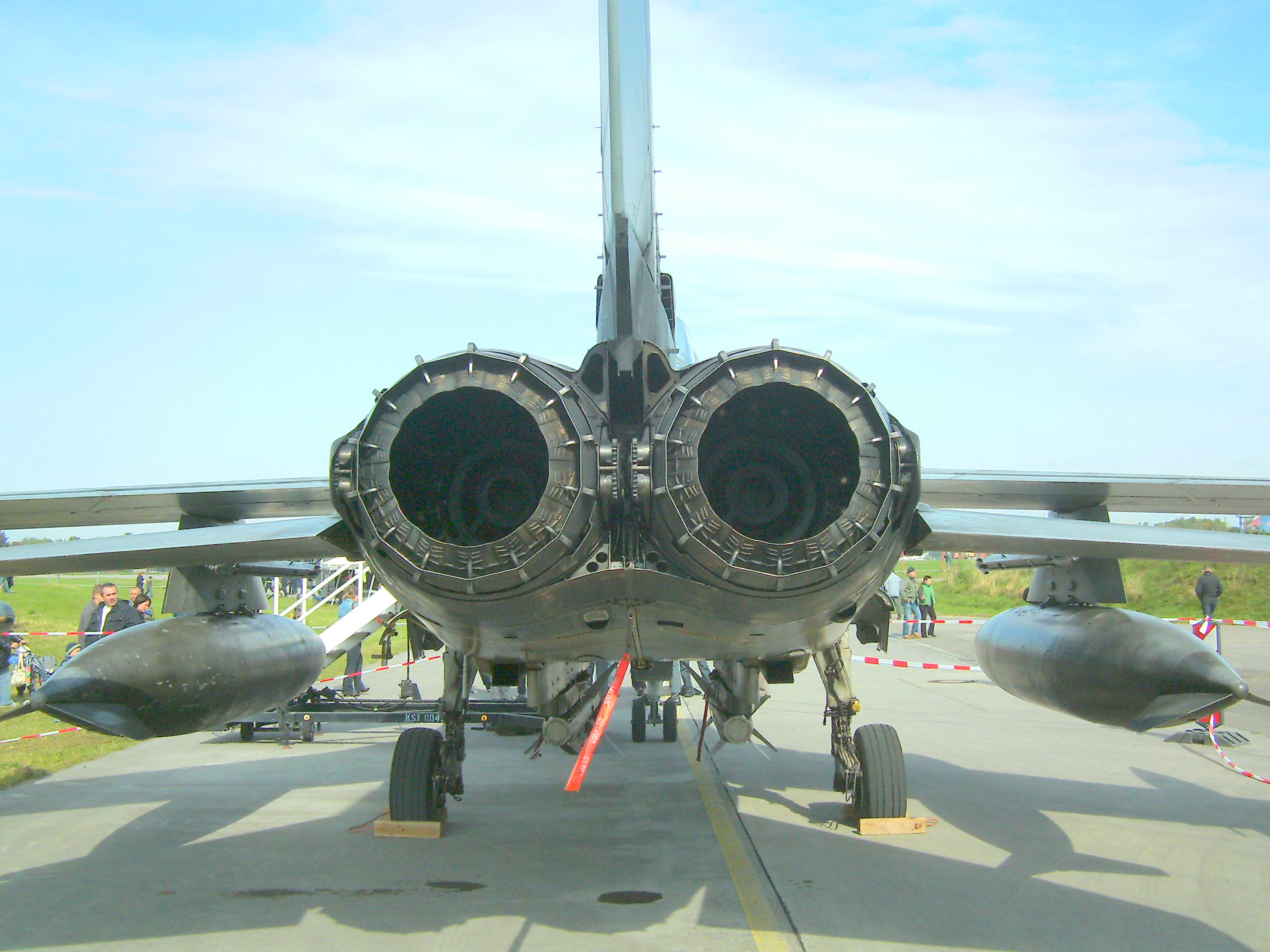
Panavia Tornado bakifrån